# HOCON
HOCON，全称（人性化配置对象表示法）是一种人类可读的数据格式，并是JSON和.properties的一个超集。它由Lightbend开发，主要与Play Framework结合使用。它也在Puppet中作为配置格式使用。